# Лоран Жан Франсуа Трагюе
Трагюе Лоран Жан Франсуа (1752—1839) — французький адмірал. Брав участь в підготовці французького вторгнення на Британські острови у 1803—1804 рр. За політичними поглядами — республіканець. Через свої політичні погляди потрапив у неласку до Наполеона. У 1809 став морським префектом Рошфора, пізніше очолив морську адміністрацію Голландського королівства.